# Zero Hedge
Zero Hedge o ZeroHedge es un blog financiero de los Estados Unidos que informa sobre economía, Wall Street, el sector financiero y la política de Estados Unidos y el mundo. Los detractores de Zero Hedge consideran que tiene una línea editorial asociada a la derecha alternativa, además lo acusan de ser antisistema, conspirativo y tener un sesgo rusófilo. La redacción de noticias está a cargo de un grupo de editores que escriben colectivamente bajo el seudónimo de «Tyler Durden», un personaje de la novela Fight Club. Sin embargo, el fundador y editor principal ha sido identificado como Daniel Ivandjiiski. En enero de 2020, el perfil de Twitter de ZeroHedge suspendido indefinidamente por violar las políticas del sitio correspondientes al acoso.

## Perfil
Zero Hedge fue fundado en enero de 2009. Los mensajes del blog están firmados por el seudónimo «Tyler Durden». En septiembre de 2009, varias fuentes identificaron a Daniel Ivandjiiski, un antiguo trader de fondos búlgaro residenciado en Estados Unidos como el creador de Zero Hedge, Ivandjiiski fue procesado en 2008 por ganar 780 dólares en una operación con información privilegiada por parte de la agencia federal estadounidense FINRA. 
Zero Hedge ha sido descrito por CNNMoney como un sitio que ofrece una «visión pesimista del mundo, profundamente conspiranoica, y antisistema».

## Influencia
Para septiembre de 2009, Zero Hedge había empezado a atraer más tráfico que otros sitios web de finanzas con 333.000 visitantes únicos en un mes. «Durden» dice que dos tercios de sus lectores trabajan en Wall Street. Según Quantcast, en 2012 Zero Hedge tuvo un tráfico global mensual de 1.8 millones de personas. Bajo el nombre de «Durden», Ivandjiiski fue entrevistado en Bloomberg radio y Zero Hedge ha sido citado en el Columbia Journalism Review.

En diciembre de 2012, el Banco of America bloqueó el acceso a Zero Hedge a sus empleados.

## Otras lecturas
- Lawrence Delevingne, "Morgan Stanley May Sue Zero Hedge For Publishing Their Research As Its Own" Business Insider 28 de enero de 2010 (en inglés)

- Datos: Q3575278